# Пятое наступление на Центральный советский район в Цзянси
Пятое наступление на Центральный советский район в Цзянси (кит. 中央苏区第五次反围剿 — Пятая кампания по окружению Центрального советского района) — боевые действия гоминьдановской Национально-революционной армии против коммунистической Красной армии Китая, проходившие в сентябре 1933 — октябре 1934 года во время Гражданской войны в Китае, с целью полного уничтожения контролируемой коммунистами зоны на юге провинции Цзянси.
После провала весной 1933 года четвертой кампании на окружение Центрального советского района Чан Кайши стал концентрировать войска для следующего наступления. В конечном итоге они составили более одного миллиона человек. В основном это были силы различных региональных военачальников, большую часть которых составляла армия гуандунского генерала-милитариста Чень Цзитана численностью более 300 000 человек (или 30 % от общей численности всех националистических сил). Войска Чэнь Цзитана предназначались для блокады южной границы Центрального советского района. Тем не менее, большинство генералов-милитаристов отнеслись к новому наступлению с недоверием из-за того, что они просто хотели сохранить свою власть и уже видели, как четыре предыдущих наступления потерпели неудачу. В конце концов, большинство войск милитаристов участвовало только в качестве поддержания блокады и контроля захваченных коммунистических регионов. Собственно гоминьдановские войска Чан Кайши вели большую часть боевых действий.
В качестве главнокомандующего войсками националистов Чан Кайши разместил свою штаб-квартиру в Наньчане. В дополнение к мобилизации войск милитаристов Чан Кайши также принял стратегию, подсказанную ему его немецкими советниками (Ганс фон Сект и Александр фон Фалькенхаузен), которая заключалась в систематическом окружении советского района в Цзянси укрепленными блокпостами. Этот метод оказался очень эффективным. В дальнейшем, пытаясь прорвать блокаду, бойцы Красной армии по приказу военного совета (Бо Гу, Чжоу Эньлай и Отто Браун) много раз осаждали блокпосты, но без особого успеха, и несли тяжелые потери. В итоге советский район в течение года значительно сократился, и к концу боёв лишь несколько городов остались в руках коммунистов.

### Первый этап
Кампания официально началась 25 сентября 1933 года, когда гоминьдановцы начали первую атаку на позиции коммунистов. Через три дня коммунисты потеряли Личуань. Хотя их войскам удалось остановить продвижение националистов к юго-западу от Личуаня, дальнейшие операции закончились неудачей. Когда 9 октября 1933 года 24-я дивизия Красной Армии попыталась взять Сяоши, город остаются в руках националистов, и коммунисты были вынуждены отступить, понеся тяжелые потери.
Видя этот успех, Чан Кайши издал 17 октября 1933 года новый приказ, требовавший от войск следовать принципу тактической обороны, чтобы усовершенствовать стратегию блокпостов своих немецких советников. Напротив, коммунистическое руководство отказывалось корректировать свою тактику и упорно продолжало бесплодные атаки на блокпосты гоминьдановцев. В период с 25 сентября по середину ноября Красная Армия Китая не одержала ни одной крупной победы и понесла серьёзные потери не только в боях, но и в результате дезертирства и болезней солдат.
В ноябре 1-й и 3-й корпуса Красной армии, не добившись успеха на северо-востоке, где противник приступил к планомерному строительству укреплений, атаковали гоминьдановцев на берегах реки Сюйцзян с целью вырвать инициативу у центральной колонны, готовившейся к наступлению из Наньфэна на Гуанчан. Развернулись бои, в которых, несмотря на тактические успехи, коммунисты не смогли добиться решительной победы. Как только они бросались в атаку, националисты оттягивались под защиту укреплений, прикрываясь огневым заслоном. Эти боевые действия, объединённые общим названием «Цюйваньская операция» (от реки Сюй, которая произносится и как Цюй), продолжались больше месяца.

### Второй этап
11 декабря восемь колонн гоминьдановцев вышли из своих укреплений и начали наступление от Личуаня на Цзяньнин. По приказу командования 3-й и 5-й корпуса Красной армии атаковали хорошо вооружённые и численно превосходящие колонны НРА, но смогли лишь отбросить их. К концу января 1934 года к наступлению подключились войска милитаристов. С востока, из Фуцзяня, был нанесен удар, скоординированный с другими ударами с севера и юга, в результате чего националистам удалось удлинить линию укреплений от Личуаня до Шаоу в северо-западной Фуцзяни.

### Приостановка наступления
В ноябре 1933 года некоторые командиры 19-й армии во главе с Цай Тинкаем восстали против Чан Кайши и образовали 22 ноября года так называемое Фуцзяньское народное правительство. Восстание временно остановило пятое наступление, но не получило поддержки со стороны коммунистов Цзянси. Гоминьдан ответил на восстание сначала воздушными атаками, а в январе 1934 года — наземным наступлением, которое быстро привело к поражению 19-й армии и окончанию мятежа.
В конце марта — начале апреля 1934 года главные силы Красной армии под командованием Пэн Дэхуая нанесли фланговый удар по наступающей колонне противника южнее Наньфэна. 3-й корпус пробил брешь и продвинулся далеко на север. Но части НРА Чэнь Чэна, опираясь на наньфэнскую систему укреплений и превосходство в военной технике, развернули контрнаступление, и коммунистическое наступление захлебнулось. Лишь ценой значительных потерь 3-му корпусу удалось вырваться из окружения.

### Третий этап
10 апреля 1934 года одиннадцать дивизий Национально-революционной армии начали наступление на Гуанчан. Коммунисты решили сосредоточить на его обороне девять дивизий. Отто Браун лично прибыл на фронт для руководства обороной. Для продвижения вперед противник строил блокгаузы и каждый раз перемещался на расстояние до двух ли. Ежедневно авиация гоминьдановцев, помогавшая наземным войскам, совершала 30-40 самолёто-вылетов. Из-за подавляющего превосходства националистов в артиллерии и авиации, коммунистические опорные пункты в Ганьчжу, на горе Великий Луо и Яньфучжане пали. На рассвете 19 апреля 1934 года бойцы Красной армии предприняли контратаку против сил националистов у горы Великий Луо, но были отброшены. 27 апреля националисты предприняли последний штурм Гуанчана, сумев к вечеру его взять. Его защитники, потеряв более 5500 человек, под покровом темноты ушли в сторону Тоупи.
Постепенно таявшие войска коммунистов заставляли их многократно перебрасывать свои части с одного фронта на другой и ограничиваться короткими внезапными ударами, используя необстрелянных новобранцев.

### Заключительные бои
В конце мая — начале июня гоминьдановцы овладели Цзяньнином и двумя колоннами — из Цзяньнина и Гуанчана — двинулся на Шичэн, но 1-й и 3-й корпуса Красной армии при поддержке мелких подразделений нанесли внезапный удар по наступающему противнику и остановили его.
В июне гоминьдановские и хунаньские провинциальные войска заняли Юнфэн и Синго, готовясь развернуть концентрическое наступление на Нинду. На угрожаемом участке коммунистами были сконцентрированы 1-й и 3-й корпуса для нанесения удара по колонне противника, наступавшей южнее Юнфэна. В результате успешного встречного боя 3-го корпуса националисты немедленно отступили на свои укрепленные исходные позиции.
В первой декаде июля 1934 года 30 гоминьдановских дивизий начали продвижение на Центральный советский район с шести направлений, строя блокгаузы и продвигаясь вперед шаг за шагом. При этом обеспечивались не только коммуникации, связывавшие тыл с остриями поясов укреплений, но и создавались поперечные линии укреплений для отсечения находившихся между ними частей советского района.
5 августа 1934 года девять националистических дивизий начали новое наступление и захватили районы к северу от Ичиана, вынуждая коммунистические части отступать вглубь Центрального советского района, неся тяжёлые потери. К концу сентября 1934 года в составе Китайской Советской Республики остались только Жуйцзинь, Хуэйчан, Нинду, Шичэн, Нинхуа и Чантин.
Получив разведданные о том, что Чан Кайши готовится к последнему удару, коммунистическое руководство приняло решение покинуть Центральный советский район и отойти на запад. Ночью 21 октября 1934 года авангарды 1-го и 3-го корпусов Красной армии прошли первую линию блокады, и следовавшая за ними колонна покинула территорию Центрального советского района.
В результате пятого наступления Национально-революционной армии коммунистами был потерян самый крупный район, находившийся под их контролем.